# De rerum natura
De rerum natura ("La natura delle cose" o "Sulla natura") è un poema didascalico latino in esametri di genere epico-filosofico, scritto da Tito Lucrezio Caro nel I secolo a.C.; è composto di sei libri raggruppati in tre diadi. Venne riscoperto nella biblioteca dell'Abbazia di San Gallo, in Svizzera, dall'umanista e storico Poggio Bracciolini nel 1417 e fu ricopiato da Niccolò Niccoli (padre della scrittura umanistica minuscola corsiva).
La tragica fine del sesto libro (la peste di Atene) ha fatto pensare all’incompiutezza dell’opera di Lucrezio poiché questa era in netto contrasto con l’inizio del primo libro (inno a Venere). Tuttavia il numero dei libri scritti da Lucrezio rientra nel filone epico-didascalico: infatti si attribuisce in genere l’appartenenza a questo filone delle opere composte da sei libri o multipli di sei.
In questo poema il filosofo e poeta latino si fa portavoce delle teorie epicuree riguardo alla realtà della natura retta da un "ordine naturale" indipendente dagli dei e al ruolo dell'uomo in un universo atomistico, materialistico e meccanicistico: si tratta di un richiamo alla responsabilità personale e di un incitamento al genere umano affinché prenda coscienza della realtà, nella quale gli uomini sin dalla nascita sono vittime di passioni che non riescono a comprendere. La principale fonte dell'epos lucreziano, infatti, è il Περὶ φύσεως (perì phýseōs) di Epicuro. L'autore si assume il compito di fornire agli uomini gli strumenti per eliminare le paure e raggiungere l'atarassia, ovvero l'assenza di turbamento propria del saggio, l'unico capace di ottenere una vittoria razionale sui sentimenti.

## L'autore
Su Lucrezio, l'autore del poema, si sa molto poco. San Girolamo, nel Chronicon, afferma relativamente all'anno 94 a.C.:
(Sofronio Eusebio Girolamo, Chronicon, anno 94 a.C.)
Ipotizzando nel 94 a.C. l'anno di nascita del poeta, intorno al 50 andrebbe collocata la data di morte. Esiste però anche un'ipotesi alternativa: Elio Donato ci informa che Lucrezio sarebbe morto quando Virgilio, sotto il consolato di Pompeo e Crasso (55 a.C.), assunse la toga virile. In tal caso dovremmo dunque pensare a un arco di vita compreso fra il 98 e il 55 a.C. circa.
Non si conoscono altre informazioni riguardo a Lucrezio, che probabilmente rimase in disparte rispetto all'ambiente culturale romano: l'unica citazione dell'epoca relativa a Lucrezio è in una lettera di Cicerone al fratello Quinto nel febbraio del 54 a.C., dove parla in qualità di futuro editore dell'opera lucreziana (a conferma perciò della seconda ipotesi di datazione della morte): «L'opera poetica di Lucrezio è proprio come mi scrivi: rivela uno splendido ingegno, ma anche notevole abilità artistica».

## Struttura e argomento del poema
L'opera, che è dedicata a Gaio Memmio (I 42), riproduce il modello prosastico e filosofico epicureo e la struttura del trattato Περὶ φύσεως (Sulla natura) di Epicuro. Comprende complessivamente 7415 versi.
Secondo i filologi vi sono corrispondenze e simmetrie interne che corrisponderebbero a un gusto alessandrino. L'opera infatti è suddivisa in tre diadi, che hanno tutte un inizio solare e una fine tragica. Ogni diade comincia con un inno a Epicuro e l'ultimo libro termina con un altro inno a Epicuro, mentre il secondo libro inizia con un inno alla scienza e il terzo libro con l'esposizione dell'estetica di Lucrezio.
Altri ipotizzano invece che egli sia diventato epicureo solo dopo la morte di suo figlio, ancora infante, e che questo sia il motivo per cui il tema della morte ricorre frequentemente nel poema.
Essendo un poema didascalico, ha come modello Esiodo e quindi anche Empedocle, che aveva preso il modello esiodeo come massimo strumento per l'insegnamento della filosofia. Altri modelli potrebbero essere i poeti ellenistici Arato di Sicione e Nicandro di Colofone, che usavano il poema didascalico come sfoggio di erudizione letteraria.
Il poema ha tre temi principali:
L'antinomia fra ratio e religio
La ratio è vista da Lucrezio come chiarezza folgorante della verità «che squarcia le tenebre dell'oscurità», mentre la religio è ottundimento gnoseologico e bovina ignoranza.
Lucrezio scrive che occorre trattare la struttura fondamentale del cielo e degli dèi per capire i principi delle cose, si tratta di spiegare razionalmente i fenomeni naturali senza considerare l'intervento degli dèi o con la convinzione che l'uomo sia lo scopo ultimo della volontà degli dèi.
Lucrezio afferma che bisogna dimostrare le nefaste conseguenze della religione e adduce come esempio il caso di Ifigenia, dicendo poi che il mito è una rappresentazione falsata della realtà (si veda l'evemerismo).
Dottrina epicurea
Riprende e divulga in latino i princìpi fondamentali della dottrina epicurea, che sono: l'aggregazione atomistica e il clinamen (vita e morte), la liberazione dalla paura della morte, del dolore e degli dèi e la spiegazione dei fenomeni naturali.
La sostanza è unica, predefinita ed eterna. Gli atomi si muovono in una dimensione infinita, il vuoto, attraversando tutto l'universo. L'universo è composto solamente da atomi e vuoto (pertanto Lucrezio è un atomista). L'anima dell'uomo è anch'essa costituita da atomi che, quando il corpo muore, si disperdono nell'universo, per essere riutilizzati dalla natura.
L'uomo e il progresso
Lucrezio nega ogni sorta di creazione, di provvidenza e di beatitudine originaria e afferma che l'uomo si è affrancato dalla condizione di bisogno tramite la produzione di tecniche, che sono trasposizioni della natura. Un dio o degli dèi esistono, ma non crearono l'universo, tanto meno si occupano delle azioni degli uomini.
Lucrezio afferma che i saperi razionali sulla natura ci mostrano un universo infinito formato da atomi, che segue delle leggi naturali, è indifferente verso i bisogni dell'uomo e che si può spiegare senza ricorrere alle divinità.
Per quanto riguarda l'indifferenza della Natura per l'uomo, Leopardi nella composizione dell'operetta Dialogo della Natura e di un Islandese si ispirerà a un passo simile nel libro III del De rerum natura.

## Riassunto dei libri

### Primo libro
- Inno a Venere (vv. 1-43)

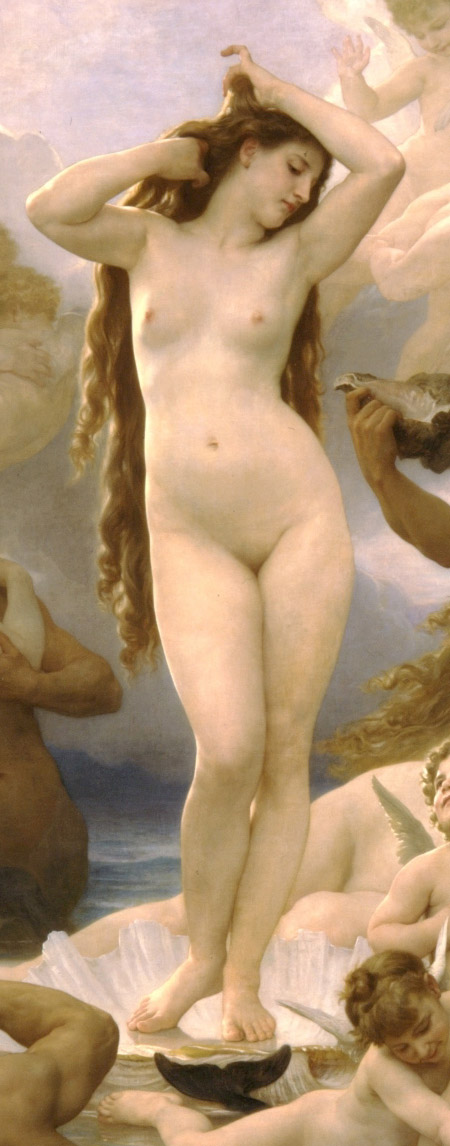
Il poema di Lucrezio inizia con un inno alla dea Venere, simbolo della voluptas, cioè del piacere.

Il poema si apre con l'inno a Venere, di cui si celebra l'azione fecondatrice nel cielo, nel mare e nel nostro mondo e di cui si esalta la potenza, come principio fondamentale che governa la vita. Proprio per questo il poeta ne invoca l'aiuto nella composizione dell'opera che dedica a Memmio e ne chiede l'intervento pacificatore a favore dei Romani.
- Elogio di Epicuro (vv. 62-79)

Dopo un breve passo sulla concezione della divinità secondo Epicuro, Lucrezio incoraggia l'amico allo studio della vera ratio e gli promette di parlare dell'essenza della realtà nel suo complesso e di svelargli l'origine delle cose. Segue quindi l'elogio di Epicuro, senza farne il nome (Graius homo, "un uomo greco"), presentato come il vero maestro, superiore agli altri uomini. Questi ha il grandissimo merito di aver liberato l'umanità dal timore religioso che nasce dalla credenza nella possibilità di una punizione dell'animo dopo la morte e in un intervento divino nelle vicende del mondo. Con la sua razionale indagine sulla natura, ha dimostrato che gli dèi esistono negli "intermundia", ma non hanno alcun interesse per le questioni umane: perciò l'uomo può venerarli, ma non attribuire loro la responsabilità di quei fenomeni, che seguono, invece, le inflessibili leggi della natura.
- Il sacrificio di Ifigenia (vv. 80-101)

Accentuando la polemica antireligiosa, Lucrezio arriva a presentare la religio come una specie di mostro che, accovacciato nell'alto dei cieli, schiaccia e umilia l'umanità. Gravissimi sono i misfatti che produce: basta pensare al sacrificio di Ifigenia, immolata dal padre per placare l'ira di Artemide e favorire la partenza delle navi greche verso Troia: è un delitto che offende la stessa divinità, dal momento che ciò che appare pietas ne costituisce invece una grave violazione.
- La teoria dell'atomismo

Contro le menzogne dei vati che alimentano la paura della morte, Lucrezio sottolinea la necessità di conoscere i fenomeni fisici, celesti e terrestri e quindi l'importanza di un'indagine scientifica della natura ai fini della liberazione dalle passioni che sconvolgono la vita e allontanano le gioie pure. A questo punto il poeta mette in rilievo le difficoltà del suo compito e lo zelo con cui affronta il lavoro legato all'interpretazione dei testi greci e alla povertà della lingua latina, ancora inadeguata a nuovi argomenti; comunque, mosso da un forte senso d'amicizia per Memmio, è impegnato a trovare le parole giuste, rifiutando tecnicismi e neologismi e scegliendo termini già in uso, adatti a scoprire il mondo della natura. Del resto, come dirà alla fine del libro, la difficile impresa sta riuscendo visto che "su una materia oscura scrivo versi luminosi, tutto aspergendo della grazia delle Muse". Con la fisica ha quindi inizio l'esposizione della dottrina epicurea. Lucrezio fissa anzitutto il principio che nulla nasce dal nulla e ogni essere è costituito da una particolare aggregazione di elementi fini, semplici e si forma secondo specifiche modalità di tempi e di ambienti, con esclusione di ogni intervento divino. Niente può essere generato dal niente, altrimenti tutti gli esseri nascerebbero a caso e ciò che è generato sarebbe indipendente dal generante. Allo stesso modo nulla si riduce al nulla, dal momento che l'annullamento delle cose sarebbe spontaneo e non ci sarebbe bisogno di cause disgregatrici, mentre la distruzione ha bisogno di forze disgreganti, proporzionate alla dissolubilità delle cose. Se avvenisse l'annullamento, i corpi non potrebbero più rinnovarsi; nascita e morte delle cose è invece aggregamento e disgregamento di parti, perciò esiste una materia fondamentale ed eterna, la quale è costituita da corpi minimi e invisibili. Esistono anche realtà di cui non ci accorgiamo: per esempio una forza enorme è il vento che agita cielo, mare e terra e non si vede; allo stesso modo sentiamo (ma non vediamo) gli odori, il caldo, il freddo e il suono che eppure sono corpi perché agiscono sui sensi. Esiste dunque la materia eterna ed esiste il vuoto incorporeo: essi sono entità essenziali, dotate di qualità essenziali (che non si possono cambiare) e qualità accidentali (il cui mutamento non determina una modificazione fisica). La qualità propria della materia è fare resistenza e senza il vuoto tutto sarebbe immobile, visto che se la materia occupasse tutto non ci sarebbe né movimento né vita. Il principio enunciato da Lucrezio è che dov'è vuoto non c'è materia, dov'è materia pura, non c'è vuoto, ma tutti i corpi (anche quelli più compatti) hanno in sé del vuoto: se un gomitolo di lana e una palla di piombo hanno peso diverso, questo dipende dal fatto che il gomitolo contiene più vuoto e meno materia della palla. La quantità di vuoto è ciò che determina la facilità della disgregazione di un corpo: più un corpo è leggero (cioè contenente molto vuoto), più è facile da separare e disgregare. Della materia fanno parte i corpora certa cioè gli atomi che, dunque, non possono essere distrutti e disgregati. I corpi primi solidi e senza vuoto sono eterni e, se non lo fossero, tutte le cose ritornerebbero al nulla. Gli atomi sono semplici e indissolubili, perché non contengono vuoto e formano un complesso omogeneo e indivisibile di minimi indifferenziati oltre i quali è il nulla. I minimi per se stessi non potrebbero esistere: si trovano nell'atomo che è un insieme omogeneo e coerente di queste particelle e dal numero e dalla posizione dei minimi derivano le varie forme degli atomi. Gli elementi primari sono dunque solidi e semplici, tutti assai piccoli uniti da forti legami: non sono miscugli di cose, ma unità definite elementari a cui nulla si può aggiungere o togliere, compatti e immortali. Quando un corpo finisce il proprio ciclo vitale, essi ritornano a essere liberi e si scambiano con altri. Del resto esiste un termine per ogni ciclo di vita: infatti vediamo che sempre le cose rinascono e ogni specie ha un periodo preciso nel quale raggiunge la sua acme e uno fisso entro il quale completa il proprio destino.
- Confutazioni

Dopo l'ampia trattazione sulla fisica atomica, Lucrezio avvia la polemica contro gli avversari del pensiero epicureo: si inserisce così la confutazione di Eraclito che aveva visto nel fuoco l'origine di tutte le cose e si accomuna poi la condanna per quanti hanno visto nei vari elementi naturali (dall'aria alla terra e all'acqua) il principio di tutte le cose. Non si risparmia neppure Anassagora il quale riteneva che, alla base di tutto, ci fossero le omeomerie, particelle minutissime dalla natura perfettamente identiche alle cose e agli esseri a cui avrebbero dato vita.
- L'infinità dell'universo

Il libro si avvicina alla conclusione con l'invito rivolto a Memmio a seguirlo con attenzione, mentre si aggiunge nuova materia a un canto che vuol far conoscere la vera natura delle cose. Infinita è la materia, infinito è lo spazio. Una cosa finita ha un limite e il limite deve essere segnato da un'altra cosa; ma all'infuori del tutto c'è il niente e il tutto è infinito. Se l'universo avesse un limite, la massa della materia, tratta dal peso dei suoi elementi solidi, si sarebbe nel tempo accumulata nel fondo e non esisterebbero più né le cose né la vita del mondo. Ma i corpi elementari non hanno riposo e gli atomi si rinnovano senza tregua, le cose che vediamo si limitano tra loro: l'aria fa da confine ai colli, le montagne all'aria, la terra al mare e il mare alle terre. Ma al di là di tutto non c'è niente che faccia da confine. Se, per ipotesi, un arciere giungesse al limite presunto dell’universo e scagliasse una freccia oltre di esso, delle due l’una: o verrebbe fermata da un ostacolo, oppure proseguirebbe il suo corso; e dunque l’universo non ha fine (vv. 960-80). La natura limita la materia con il vuoto e il vuoto con la materia; così alternando, essa rende tutto infinito.
- Testo latino del libro primo

### Secondo libro
- L'atarassia

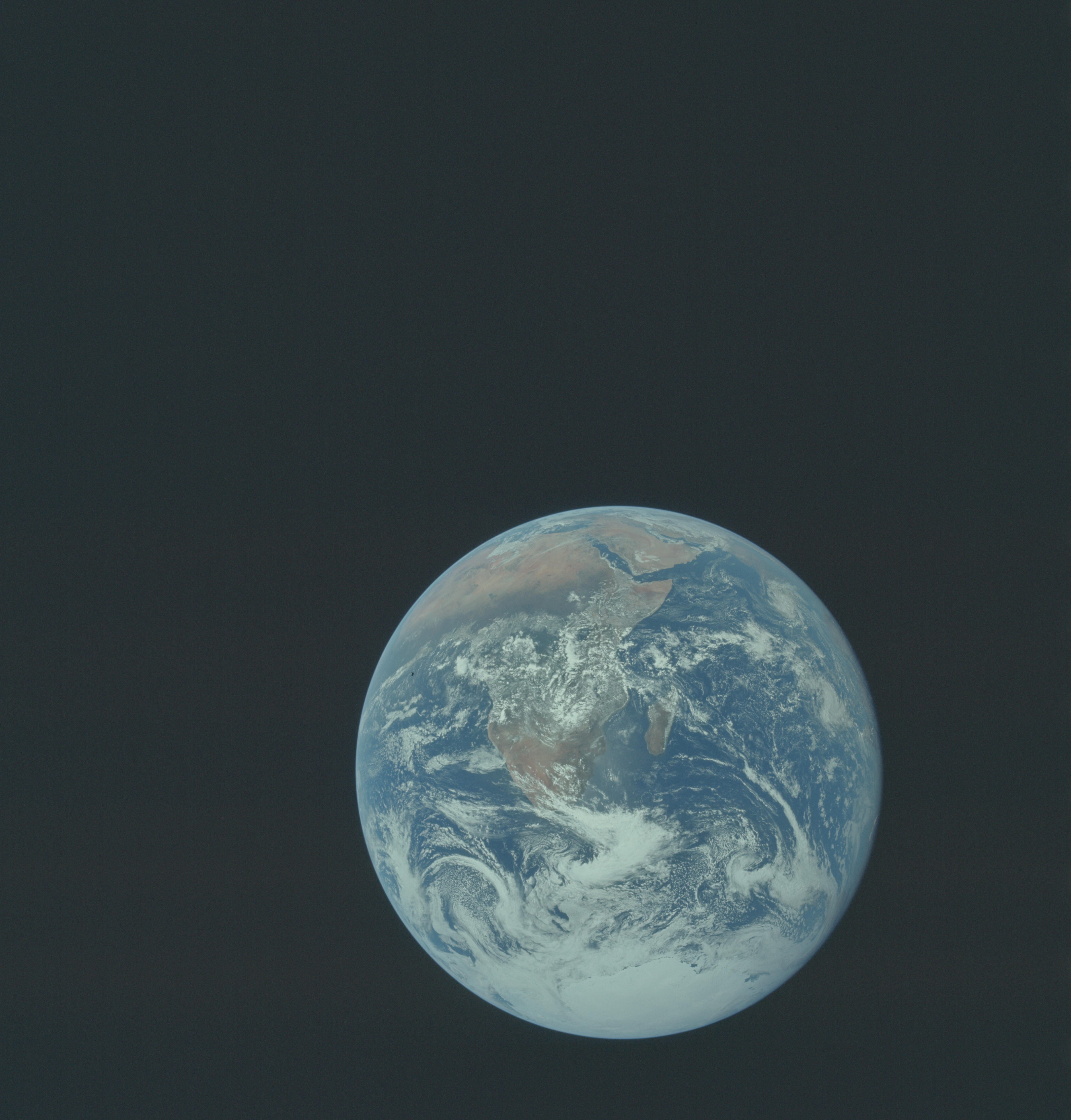
La Terra vista dallo spazio. Nel suo poema, Lucrezio, fra le altre cose, riprese la teoria epicurea secondo cui l'universo si sia generato dal vuoto, in seguito all'incontro casuale di atomi.

Il libro secondo si apre con un dettagliato e significativo elogio alla serenità del sapiente il cui corpo è esente dalla fatica e dal dolore che invece affliggono gli uomini stolti: la dolcezza e la serenità stanno proprio nell'assenza di timori e affanni che di natura non apparterrebbero al corpo, per questo è necessario che lascino spazio alla gioia. Quest'ultima può essere raggiunta solo dalla dottrina filosofica e dallo studio della natura stessa che il poeta si accinge a descrivere.
- Il clinamen

Lucrezio spiega infatti il moto con cui i corpuscoli della materia producono le varie cose o le dissolvono e aggiunge che la stessa materia nel complesso rimane in “somma quiete”. Le particelle elementari e i loro moti non si possono percepire in quanto inferiori alle facoltà sensitive; sono perciò invisibili insieme ai loro moti. D'altro canto anche le cose visibili celano spesso i loro movimenti, se lontane da chi le osserva. Gli atomi si muovono appunto in modo travagliato e incessante con la stessa velocità, secondo la teoria del clinamen; infatti nel cadere verticalmente, trascinati dal proprio peso, nel vuoto, deviano leggermente e anziché precipitare in basso, danno luogo a scontri permettendo alla natura di creare le cose. I corpuscoli primordiali delle cose hanno forme e figure molto diverse, poiché ognuno di essi ricerca quella che gli è “propria e ben nota” e grazie a questa caratteristica generano le sensazioni. Le particelle moleste e aspre come quelle “dell'assenzio e dell'acre centaurea”, sono strutturate dalla ruvidezza della materia, per questo, penetrando, lacerano il corpo e creano una sensazione sgradevole. Invece quelle che accarezzano i sensi, cioè quelle rotonde e buone al tatto sono formate dalla levigatezza della materia. Esistono poi dei corpuscoli che non sono né pungenti, né piacevolmente levigati, e che provocano solo “solletico” ai sensi. Un esempio sono le particelle rotonde e levigate da un lato e ruvide dall'altro dell'acqua del mare, che diventa così una sostanza fluida e amara allo stesso tempo. In ogni caso Lucrezio ritiene fermamente che il senso più importante del corpo sia il tatto, tanto nel godimento quanto nel fastidio, provocato dall'urto, nel corpo stesso, dei germi che si agitano tra loro disturbando il senso. Infine il poeta indaga le trasformazioni del mondo e si sofferma brevemente sulla fine o morte delle cose che esso contiene, che non è corretto chiamare “distruzione” perché non è altro che la disgregazione delle loro coesioni. “Il cielo, la terra, il sole, la luna, il mare” e tutto quanto esiste, che non è affatto unico nell'universo né è certamente opera degli dèi, è attraversato da tre fasi dopo la nascita: la crescita, lo sviluppo fino all'estremo, e il declino, che Lucrezio individua nell'età attuale.
- Testo latino del libro secondo

### Terzo libro
- Elogio di Epicuro

Il terzo libro inizia con un grande elogio del filosofo greco Epicuro visto come il salvatore di tutta l'umanità. Lucrezio celebra la ratio, la quale consente una visione esatta del reale, libera dalle interpolazioni date dalla paura della morte e degli dèi. Per rendere più comprensibile il suo messaggio usa la metafora delle mura: queste non sono altro che la forma concreta dell'ignoranza. Proprio gli ignoranti, insieme ai superstiziosi e agli innamorati, vengono denominati “miseri”, poiché non conoscono la recta ratio.
- L'anima e l'animus

Lucrezio tratta poi dell'anima e della sua natura mortale: l'intento dell'autore è quello di distogliere l'uomo dal timore della morte. Attraverso molte argomentazioni dimostra che anche l'animus e l'anima periscono con il corpo; il primo viene identificato con la mente, mentre il secondo è il principio vitale che risiede in tutto il corpo. È presente poi l'idea epicurea di rapportare le emozioni agli elementi dell'anima: l'ira al fuoco, la paura al vento, la serenità all'aria. Inoltre fa notare la predominanza dei caratteri in tre specie di animali (l'ira nel leone, la paura nel cervo, la placidità nel bue). Nei rapporti con il corpo, la mente ha la supremazia sull'anima: infatti la vita sussiste finché la mente è integra, anche se l'organismo è privato di alcune sue membra e di gran parte dell'anima. Infatti, spiega Lucrezio, l'occhio continua a vedere nonostante le lacerazioni del suo contorno, purché la pupilla rimanga intatta. Sia l'animus sia l'anima sono parte dell'uomo non meno che una mano e un piede (cfr. v. 98). Essi sono quindi destinati a disperdersi, come lo è anche tutta la realtà, composta da atomi. Per quanto riguarda l'anima, egli la differenzia dal resto dicendo che le sue particelle sono semplicemente più piccole. Lucrezio giudica irrazionale il convincimento dell'uomo comune che pensa che qualcosa dell'individuo sopravviva anche dopo la fine del corpo, perché forse continua a “sentire”. Egli nota che non si ha coscienza di quanto avvenuto prima dell'esistenza terrena e che così non la si avrà nemmeno riguardo a una possibile vita ultraterrena. Certamente, per l'autore, l'anima proverebbe delle sensazioni estranee all'individuo di cui faceva parte e in ogni caso non ricorderebbe il suo passato.
- La paura della morte

Nel momento in cui si perisce, cessa quindi ogni forma di coscienza e l'individuo non prova più nulla. Allora le credenze degli inferi non vengono spiegate in altro modo se non come la proiezione dei nostri mali. Dunque, la paura della morte è nata da credenze vane e non si deve cadere nell'errore di smettere di vivere perché continuamente tormentati da questo pensiero. Infatti, secondo Lucrezio, se una persona ha goduto pienamente delle esperienze che gli sono capitate perché non essere sazi? Al contrario, se la vita è stata una continua sofferenza non ci sono pretesti per non volerla abbandonare.
- Testo latino del libro terzo

### Quarto libro
- I simulacri

Inizia con un proemio (vv. 1-25) nel quale Lucrezio afferma di voler sciogliere l'animo dagli stretti nodi della religione, si paragona al medico che inganna i bambini cospargendo di miele l'orlo del bicchiere contenente l'amaro assenzio in modo tale da inghiottirli insieme; allo stesso modo Lucrezio, poiché la dottrina appare troppo complicata a chi non l'ha mai incontrata, cercherà di trattarla nel modo più “melodioso” e semplice possibile. Il tema trattato è l'esistenza dei simulacri, inizia paragonandoli a “cortecce” o “pellicole” (membranae vel cortex) staccate via dalla superficie dei corpi che volano in giro per l'aria e terrorizzano la nostra mente apparendoci nel sonno e nella veglia. I simulacri, atomi sottilissimi, si distaccano dalle cose o dai corpi e vanno a colpire i nostri sensi.
- La teoria delle sensazioni

Lucrezio scrive che le immagini delle cose sono emesse dalla superficie stessa di queste ultime e prosegue illustrando il funzionamento dei sensi. Tratta inizialmente la vista e i fenomeni connessi, afferma che è nelle immagini la causa della visione e sostiene che abbiamo continuamente sensazione delle cose grazie al continuo fluire delle cose che si staccano da ogni cosa e si diffondono in tutte le parti circostanti. Inoltre, passa ad analizzare anche i problemi relativi alla vista, ad esempio le luci brillanti che evitiamo di guardare e la vista possibile dal buio verso la luce ma non il contrario. Parla anche di illusioni ottiche (ad es. quelle riguardanti la prospettiva), l'occhio ha il compito di vedere e riprodurre nella mente ciò che ha veduto, spetta poi all'intelligenza conoscere la natura delle cose. Lucrezio riguardo l'udito dice che i suoni e la voce si odono, quando entrati nelle orecchie, colpiscono il senso, infatti la voce è fatta di corpi e “l'asprezza del suono deriva dall'asprezza degli elementi come una voce liscia deriva da elementi lisci” (vv. 542-543). Il terzo senso di cui parla è il gusto, avvertiamo in bocca il sapore quando mastichiamo, il cibo che si diffonde “per tutti i condotti del palato e per i canali contorti della lingua porosa” (vv. 620-621), il piacere del sapore può essere avvertito entro i limiti del palato, quando poi il cibo passa attraverso la gola non lo si avverte più. Infine l'odorato, che fluisce e si espande ovunque, gli odori che stimolano le narici, al contrario dei simulacri e dei suoni, non riescono a coprire lunghe distanze.
- L'amore

Conclude il libro analizzando la passione d'amore, l'amore è insaziabile e chi ne è privo ne trae vantaggio senza soffrire, affermando infatti che nel medesimo corpo da cui è partito l'ardore deve anche essere spenta la fiamma del desiderio, anche se accade spesso il contrario, perché Venere fa innamorare gli amanti. Infatti, accade spesso agli uomini innamorati di ignorare tutti i difetti dell'amata essendo accecati dal desiderio e attribuiscono a essa qualità che non possiede realmente. Lucrezio afferma così che è necessario fare attenzione a non cadere nelle “reti d'amore” perché poi è dura uscirne e l'amore porta inevitabilmente alla sofferenza.
- Testo latino del libro quarto

### Quinto libro
- Cosmologia

Si apre con un nuovo elogio a Epicuro, definito “non formato da corpo mortale, ma piuttosto un dio” (vv. 6-8) poiché sapiente per eccellenza e fondatore di quelle dottrine da Lucrezio condivise. In seguito egli enuncia la sua teoria sulla mortalità del mondo, mettendo in luce quella che viene considerata la sua formazione. Il mondo, costituito da terra, acqua, aria e fuoco, è nato dall'aggregazione casuale di atomi e non per opera divina, cosicché a un suo inizio seguirà una fine. Lucrezio nega il concetto di provvidenza e considera insensato qualunque timore verso gli dèi, i quali, inconsapevoli dell'esistenza dell'uomo, non si interessano delle sue azioni; infatti godono di un'eterna felicità e vivono fuori del mondo, negli intermundia. Viene poi descritto il moto dei corpi celesti, evidenziando in particolare il sole e la luna: il primo possiede calore e luce propri, mentre per la luna viene analizzata la questione della sua luminosità.
- Storia dell'umanità

Un altro tema trattato approfonditamente è quello dell'umanità; infatti, si parla del processo evolutivo dell'uomo, dalla sua prima comparsa sino alla civilizzazione. Gli uomini primitivi si sono evoluti sia per motivi convenzionali, come il linguaggio, sia per la semplice osservazione del mondo circostante, ad esempio la scoperta del fuoco e l'utilità dell'agricoltura. Grande importanza viene attribuita ai metalli che hanno garantito uno sviluppo delle capacità tecniche e conoscitive della specie; grazie all'insegnamento della natura l'uomo è riuscito a scoprire e a lavorare i metalli sia come utensili sia come armi. Per l'autore l'oro è simbolo di corruzione morale e decadenza, per questo considera l'età dell'oro esiodea peggiore di quella primitiva, anteponendo i beni naturali e necessari a quelli materiali. A fianco all'uomo, anche gli altri esseri viventi sono stati fin dall'inizio soggetti a una “selezione naturale”: tutte le specie che occupavano una posizione eminente hanno perpetuato la loro stirpe, mentre quelle incapaci di sopravvivere si sono estinte. Da ultimo viene trattato il confronto tra la civiltà primitiva e quella odierna; ne emerge che, col tempo, l'uomo ha preferito soddisfare il proprio benessere personale oltre ai bisogni primari. Brama di potere, avidità di ricchezze, guerre hanno causato paure d'ogni tipo, fino a una degenerazione della società.
- Testo latino del libro quinto

### Sesto libro
- Fenomeni meteorologici e terrestri

Si apre con l'esaltazione di Atene e di Epicuro, che ha reso liberi gli uomini con le sue teorie. Poi Lucrezio cerca di dare una spiegazione scientifica ai fenomeni naturali celesti (fulmini, tuoni, nubi, trombe marine) e terrestri (vulcani, terremoti, epidemie) perché vuole liberare gli uomini da ogni timore, soprattutto dal timore degli dèi. Lucrezio infatti critica gli uomini che, spinti dalla paura di questi fenomeni, ne danno un'interpretazione sbagliata, ritenendoli espressione di volontà divina. L'autore fornisce spiegazioni sulle molteplici cause di ogni fenomeno naturale traendo anche esempi dall'esperienza quotidiana: ad esempio nei vv. 165-170 per spiegare come il lampo si veda prima di udire il tuono afferma che se vediamo da lontano abbattere un tronco accade che scorgeremo il gesto prima di sentire il colpo.
- La peste di Atene

Segue poi una descrizione delle epidemie causate da elementi nocivi nell'aria, nelle messi e nei cibi; in particolare l'autore descrive la peste di Atene (430-429 a.C.), come una forma di morbo e una esalazione che porta la morte. Dopo aver indicato la provenienza del morbo dalle estreme regioni dell'Egitto, Lucrezio passa in rassegna i sintomi con molta accuratezza, ponendo anche l'attenzione sulle ripercussioni sul corpo: i malati avevano il capo bruciante, gli occhi iniettati di sangue, l'alito emanava un “orribile lezzo”, le forze venivano meno e avevano un singhiozzo frequente; oltre al dolore erano tormentati da un senso di angoscia e piangevano con incessanti lamenti, erano continuamente arsi e per cercare ristoro giungevano a gettarsi nei pozzi. Lucrezio vuole dimostrare che la peste non è espressione dell'ira divina ma è un fatto naturale; tant'è vero che il morbo colpisce indifferentemente tutti, sia i timorosi, che si sono tenuti lontani dagli ammalati, sia coloro che invece hanno recato soccorso. Per rafforzare questo concetto, delle cause naturali piuttosto che divine della peste, rappresenta l'immagine dei santuari degli dèi pieni di cadaveri. Come molti studiosi hanno affermato, Lucrezio segue il racconto della peste di Tucidide, ma dimostra maggiore partecipazione emotiva e approfondimento psicologico.
- Testo latino del libro sesto

## La lingua di Lucrezio
Lucrezio utilizza un linguaggio arcaico e solenne: il tono è estremamente ricercato dal poeta poiché desidera trasmettere la sacralità della sua impresa. A tal fine, egli utilizza varie figure di suono come l'allitterazione, l'anafora, l'onomatopea, l'epifora, ecc.; ritroviamo anche varianti morfologiche superate o sintagmi arcaizzanti, molto probabilmente dati dalla volontà di riprendere anche Ennio, un poeta latino a cui Lucrezio si ispira.

## La fama successiva

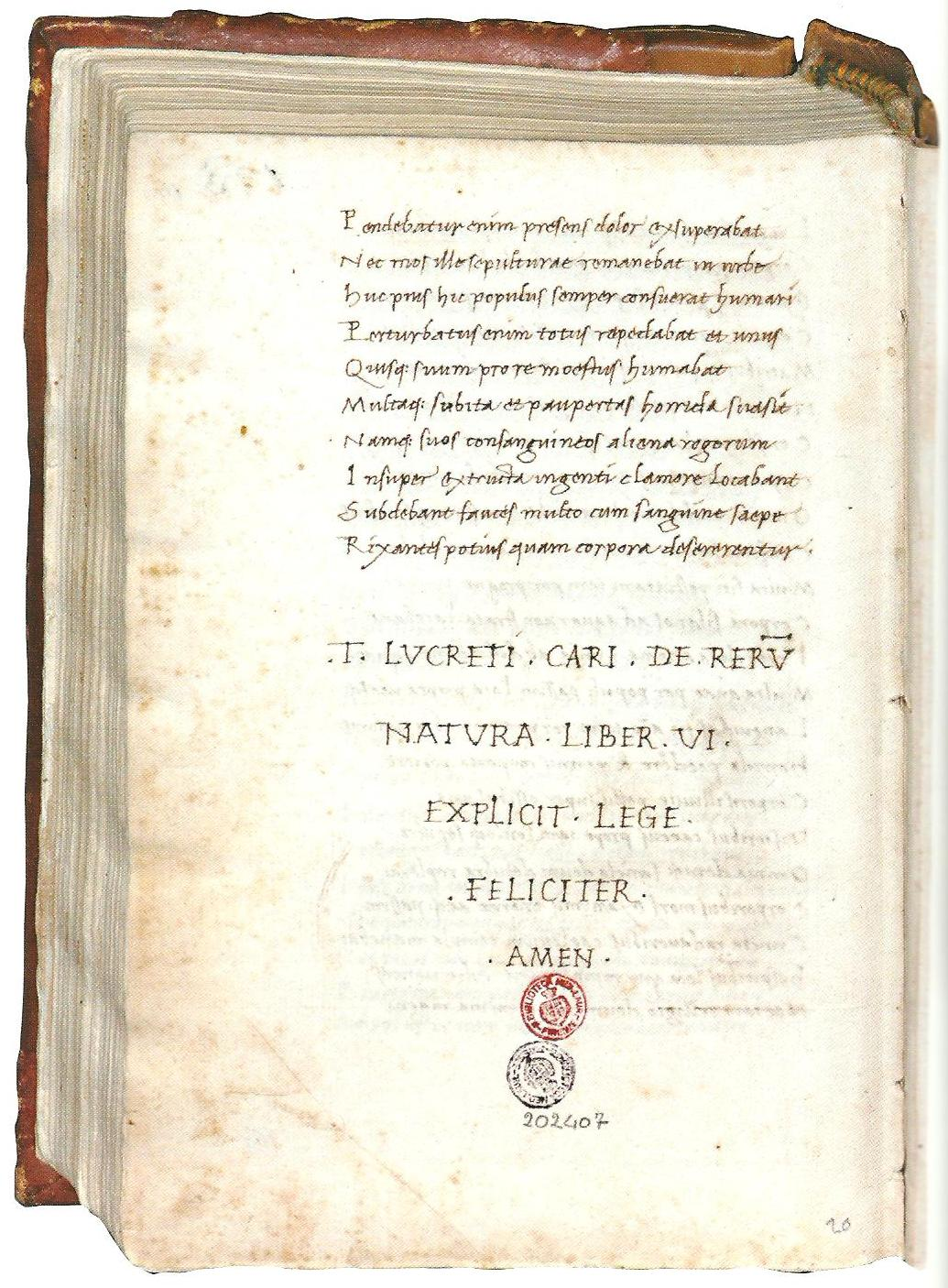
Explicit del De rerum natura di Lucrezio, trascritto da Niccolò Niccoli, amico di Poggio Bracciolini.

La fama riguadagnata dall'opera di Lucrezio deve buona parte del suo successo rinascimentale al fatto che il manoscritto venne riscoperto nel 1417 nella biblioteca dell'Abbazia di San Gallo dall'umanista Poggio Bracciolini.
È stato però dimostrato da Guido Billanovich che l'opera di Lucrezio era ben nota nella sua interezza in un circolo di pre-umanisti padovani raccolti attorno a Lovato Lovati già dalla metà del tredicesimo secolo. Si ipotizza in ambito accademico che Dante (1265-1321 EC) possa aver letto l'opera di Lucrezio, dal momento che alcuni versi della Divina Commedia mostrano una grande affinità con dei versi del De rerum natura, il che risulterebbe difficilmente spiegabile diversamente. Si ipotizza che Dante possa avere letto forse solo alcuni frammenti dell'opera, anche se la maggior parte degli studiosi è più tesa a rigettare piuttosto che a confermare l'ipotesi che Dante conoscesse Lucrezio, non essendoci prove certe.
Nel Rinascimento Lucrezio fu tra i poeti latini più letti e ammirati. Fu imitato da Michele Marullo, Giovanni Pontano e Marco Girolamo Vida. Giulio Cesare Scaligero lo giudicò "divino e incomparabile poeta", Giordano Bruno lo riecheggia frequentemente nei suoi poemi latini. Né la fama del poema venne meno con l'avvento della Controriforma, nonostante l'ateismo di Lucrezio. «Sul finire del sedicesimo secolo il gesuita Antonio Possevino, pur rilevando la manifesta empietà di alcuni passi del terzo e quarto libro del De rerum natura, non riteneva di dissuadere la gioventù cattolica dalla lettura di un testo classico così importante, tanto lontana era ancora l’idea che da quest’opera si potessero trarre gli strumenti per distruggere i fondamenti filosofici della dottrina ecclesiastica.» Nel seicento Pierre Gassendi e Giovanni Nardi diffusero la dottrina di Lucrezio e fecero rivivere l'atomismo epicureo. Autori illuministi come Foscolo e romantici come Leopardi e Goethe e Shelley furono lettori appassionati del poema, che spesso richiamano nelle loro opere.

## Edizioni

Frontespizio di un'edizione del 1570

- De rerum natura, (Brixiae), Thoma Fer(r)ando auctore, s.d. [ma 1473] (editio princeps).[13]
- [De rerum natura] libri sex nuper emendati, Venetiis, apud Aldum, 1500 (prima edizione aldina).
- In Carum Lucretium poetam commentarij a Joanne Baptista Pio editi, Bononiae, in ergasterio Hieronymi Baptistae de Benedictis, 1511 (prima edizione commentata).
- De rerum natura libri VI, Impressum Florentiae, sumptibus Philippi Giuntae bibliopolae, 1512 mense Martio (prima edizione giuntina).
- Lucretius, Venetiis, in aedibus Aldi, et Andreae soceri, mense Ianuario 1515 (ultimo libro stampato da Aldo Manuzio prima della morte).
- De rerum natura libri sex, Lugduni, apud Sebastianum Gryphium, 1534 (prima edizione Gryphiana).
- De rerum natura libri sex a Dionysio Lambino emendati atque restituti & commentariis illustrati, Parisiis, in Gulielmi Rovillij aedibus, 1563 (prima edizione lambiniana).
- De rerum natura libri sex, mendis innumerabilibus liberati; & in pristinum paene, veterum potissime librorum ope ac fide, ab Oberto Gifanio Burano Iuris studioso, restituti, Antuerpiae, ex officina Christophori Plantini, 1565 (prima edizione giffeniana).
- De rerum natura libri VI, Patavii, excudebat Josephus Cominus, 1721 (prima edizione cominiana).
- De rerum natura libri sex, Revisione del testo, commento e studi introduttivi di Carlo Giussani, 4 voll., Torino, E. Loescher, 1896-98 (importante edizione critica, tuttora fondamentale).

## Traduzioni italiane
- Della natura delle cose libri sei tradotti da Alessandro Marchetti, Londra, per G. Pickard, 1717. [edizione originale postuma della prima traduzione italiana]
- Della natura delle cose, poema nuovamente volgarizzato, Lugano, Ruggia, 1827. [traduzione anonima, ma attribuita a Michele Leoni]
- La natura, libri VI tradotti da Mario Rapisardi, Milano, G. Brigola, 1880.
- Il poema della natura, testo latino e versione poetica di Pietro Parrella, 2 voll., Bologna, Zanichelli, 1941.
- La natura, Versione di Camillo Giussani, Milano, A. Mondadori, 1949.
- La natura, traduzione e note di Balilla Pinchetti, Collana BUR, nn.603-605, Milano, Rizzoli, 1953.
- Della natura, a cura di Armando Fellin, Collana Classici Latini, Torino, UTET, 1963.
- Della natura, Versione, introduzione e note di Enzio Cetrangolo, Firenze, Sansoni, 1969.
- La natura, Introduzione, traduzione e note di Olimpio Cescatti, con una lettura critica di Alessandro Ronconi, Collana I Grandi Libri, Milano, Garzanti, 1975.
- La natura delle cose, Introduzione di Gian Biagio Conte, traduzione di Luca Canali, testo latino e commento a cura di Ivano Dionigi, Collana Classici, Milano, Rizzoli, 1990.
- La natura delle cose, a cura di Guido Milanese, introduzione di Emanuele Narducci, Collana Oscar Classici Greci e Latini n.17, Milano, A. Mondadori, 1992.
- La natura, Introduzione, testo criticamente riveduto, traduzione e commento di Francesco Giancotti, Milano, Garzanti, 1994.
- La natura delle cose. De rerum natura, a cura di Francesco Vizioli, Roma, Newton & Compton, 2000.
- De rerum natura, edizione critica con introduzione e versione a cura di Enrico Flores, 3 voll., Napoli, Bibliopolis, 2002-2009.
- De rerum natura, a cura di Alessandro Schiesaro, traduzione di Renata Raccanelli, note di Carlo Santini, Collana I millenni, Torino, G. Einaudi, 2003, ISBN 978-88-061-6692-2.
- La natura delle cose, a cura di Ugo Dotti, Collana UEF. I Classici, Milano, Feltrinelli, 2015, ISBN 978-88-07-90213-0.
- De rerum natura di Lucrezio, traduzione di Milo de Angelis, Collezione Lo Specchio, Milano, Mondadori, 2022, ISBN 978-88-047-4777-2.
- La natura delle cose, a cura di Martino Menghi, Collana Il pensiero occidentale, Milano-Firenze, Bompiani, 2024, ISBN 978-88-301-0473-0.